# Zipserdeutsch
Zipserdeutsch oder Zipserisch (slowakisch nemecké nárečia Spiša, ungarisch szepességi szász nyelv, rumänisch dialectul țipțer) ist ein Sammelbegriff für deutsche Mundarten, die – heute nur noch resthaft – in der Zips und Nachbarschaft (heute Slowakei) bereits seit dem 12./13. Jahrhundert von den Zipser Sachsen gesprochen werden. Seit dem ausgehenden 18. Jahrhundert werden sie auch von ausgewanderten Zipsern in einigen Sprachinseln und Ortsteilen (genannt Zipserei) in den Regionen Maramuresch, Bukowina und im Banater Gebirge (heute Rumänien), sowie in der Oblast Transkarpatien (heute Ukraine) gesprochen.
Erst die wissenschaftliche Analyse der Lautverschiebungen durch die germanistische Dialektologie der Nachkriegszeit wies die typologische Klassifikation des Zipserdeutschen in vier Dialekte nach, wovon zwei Dialekte schon im 19. Jahrhundert in nur einem Ort gesprochene Ortsdialekte waren. Die beiden großen Dialekte bestanden aus vielen, meist sehr variierenden Ortsmundarten – die Stadtmundarten dem Standarddeutschen mehr angenähert, als die Dorfmundarten – und lassen sich in jeweils zwei Subdialekte oder Mundartgruppen klassifizieren. Die Dialekte der Oberzips, auch Potokisch genannt, bestehen aus dem ältesten Zipserischen Dialekt – Zipserisch oder Zipser Sächsisch im engeren Sinne – unterteilt in die „Oberländischen“ Ortsmundarten und die „Niederländischen“ Ortsmundarten und in den bis heute gut erhaltenen Ortsdialekt von Hopgarten (slowakisch Chmeľnica), der Hopgartnerisch oder Outzäpsersch genannt wird. Die Dialekte der Unterzips und südlich benachbarter Orte, auch Mantakisch genannt, bestehen aus der Mundartgruppe der „Zipser Gründe“ in der Unterzips selbst – genannt „Gründlerisch“ – und den mantakischen Mundarten des südlicheren Bodva-Tals, von denen die Metzenseifener Mundart in Medzev heute noch am besten erhalten ist. Dagegen trägt der Ortsdialekt von Dobschau (Dobšiná) eigene typologische Merkmale. Im Laufe der Jahrhunderte beeinflussten sich die Dialekte teilweise gegenseitig und zwischen benachbarten Dialekten entstanden lokale Übergangsmundarten.
Im Zuge der Forschungen ließen sich trotz jahrhundertelanger getrennter Entwicklung die typologischen Übereinstimmungen mit Dialekten im geschlossenen deutschen Sprachraum herausarbeiten und so indirekt die regionale Herkunft der Zipser-sächsischen Siedlergruppen vom 12. bis 15. Jahrhundert aufklären, was allein mit geschichtswissenschaftlicher Quellenanalyse nicht vollständig möglich war. Dadurch wurde die überholte, bis heute populäre Vorstellung der Herkunft aus dem sächsisch-schlesischen Bereich widerlegt. Die erste Siedlungswelle vom 12. bis Anfang 14. Jahrhundert verankerte das eigentliche Zipserisch/Zipser-Sächsisch (Ober- und Niederländische Ortsmundarten) anfangs in der ganzen Zips, welches, wie auch die Mundarten des zeitgleich unter ähnlichen Bedingungen etablierten Siebenbürgisch-Sächsischen eine westmitteldeutsche, speziell mittelfränkische (rheinische/ripuarische und moselfränkische) Grundlage aufweist, woher die meisten Siedler stammten. Die Mundarten weisen aber größere ostmitteldeutsche (thüringisch-obersächsische und schlesische) Anteile auf, als die der Siebenbürger Sachsen, woher offenbar eine Minderheit der Siedler kam. Dieser Besiedlung folgte die kleinere „schlesische Hausiedlung“ Anfang 14. bis Anfang 15. Jahrhundert in den Nordrand der Zips, auf die der schlesisch basierte Ortsdialekt Hopgartnerisch/Outzäpsersch zurückgeht. Schließlich formte in der zweiten Hälfte des 15. Jahrhunderts ein breiter Zuzug bairisch-tirolerischer Bergleute in die Bergbaugebiete der Unterzips diese Mundarten zum bairisch basierten mantakischen Dialekt der Unterzips und des Bodva-Tals mit Oberzipser Restmerkmalen um. Der Ortsdialekt Dobschauerisch blieb trotz vieler bairisch-mantakischer Elemente ein primär mitteldeutscher Dialekt mit eigenen, von der Oberzips gesonderten Merkmalen.
Die später in Rumänien und der Ukraine etablierten Dialekte haben meistens eine mantakische Grundlage, ein kleinerer Teil gehört zu den potokischen, hier aber dominant hopgartnerisch beeinflussten Dialekt ‚Zäpsersch‘. Schließlich bildete sich in Oberwischau (Vișeu de Sus) in der Maramuresch/Rumänien und Umgebung durch Verschmelzung mit Siedlern aus dem Salzkammergut eine Gemeinschaft, die sich als Zipser identifiziert, deren gemeinsamer Dialekt Oberwischauerisch aber vorwiegend der oberösterreichische Dialekt mit einigen Elementen des Zäpserschen wurde.
Alle zipserdeutschen Dialekte haben nach jahrhundertelangen Sprachkontakten viele Einflüsse besonders aus dem Slowakischen, auch aus dem Ungarischen, in der Oberzips auch aus dem Polnischen (meist dem regionalen Dialekt Goralisch) und dem Ukrainischen (Russinischen), in Rumänien auch aus dem Rumänischen.
Nach der Evakuierung, Flucht und Vertreibung der meisten deutschsprachigen Zipser aus der Zips, Transkarpatien und der Bukowina im und nach dem Zweiten Weltkrieg blieben nur Reliktgruppen von Sprechern zurück, in einigen Kleinstädten über 100 bis zu 400 Menschen. Jüngere Generationen gingen oft zum Slowakischen oder Rumänischen bzw. Ukrainischen, in Deutschland und Österreich zum Hochdeutschen über. Die zipserdeutschen Dialekte sind nur noch in wenigen Familien als Haussprache erhalten. Größere lokale Sprechergemeinschaften blieben in Hopgarten/Chmeľnica (Outzäpsersch) und Metzenseifen/Medzev (Metzenseifener Mantakisch) zurück, wo die Dialekte bis heute öffentlich verbreitet sind, außerdem in Oberwischau (Vișeu de Sus), wo aber ein Dialekt nicht wirklich zipserdeutscher Herkunft gesprochen wird. In der Maramuresch und im Banat folgte die mehrheitliche Auswanderung meistens erst ab den 1990er Jahren.

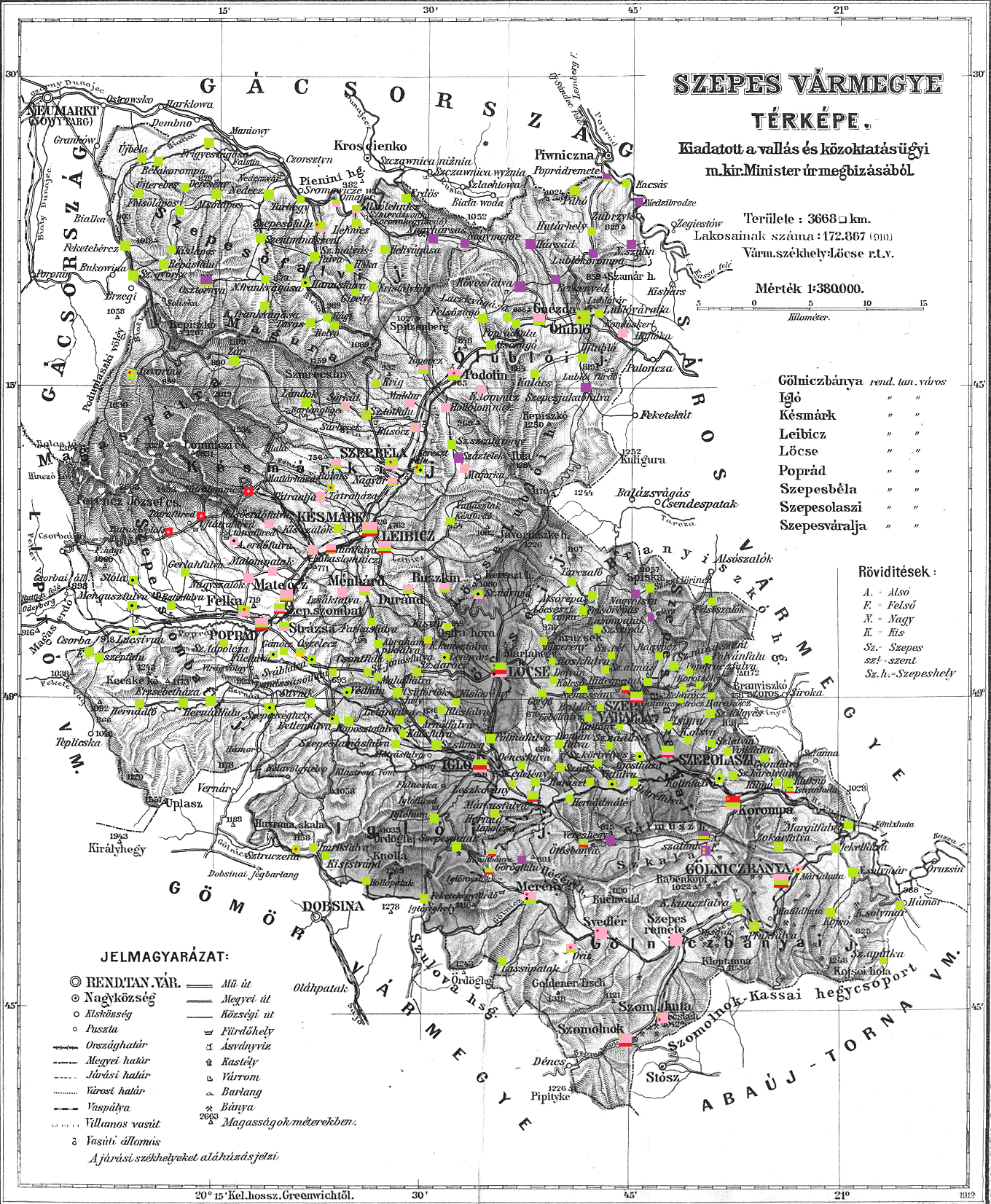
Muttersprachen in Städten und Dörfern der Zips in der Volkszählung 1910. Karte auf Ungarisch beschriftet, rosa: (zipser)deutschsprachige Bevölkerungen. Die Breite der Streifen in den Ortsdiagrammen symbolisiert die Bevölkerungsanteile, Punkt im Ortsdiagramm: bis 10 %, aber mindestens 100 Sprecher.
Potokisch-oberländische Ortsdialekte wurden in den mittel-westlichen deutschsprachigen Orten im oberen Poppertal zwischen Poprád (Deutschendorf) im Süden und Szep.béla (Zipser Bela) im Norden gesprochen. Nordöstlich um Podolin (Pudlein) schlossen sich potokisch-niederländische Ortsmundarten an. In der vorletzten vorwiegend deutschsprachigen Stadt Gnézda (Kniesen) wurde eine Übergangsmundart zu potokisch-schlesischen Mundarten gesprochen, welche (bis heute) nur in Komlóskert (Hopgarten) am Nordostrand erhalten war. Südöstlich hinter einem Bergkamm die damals zur Minderheit deutschsprachigen Städte Lőcse (Leutschau, Hauptstadt der Zips) mit niederländischer Ortsmundart und südlicher Igló (Zipser Neuendorf) mit oberländischer Ortsmundart.
Mantakische oder Gründlerische Ortsmundarten wurden in den deutschsprachigen Städten und Dörfern der südöstlichen Unterzips bis über die Südgrenze gesprochen. Metzenseifen außerhalb der Südgrenze mit deutlich verschiedener Mundart ist nicht eingezeichnet, nur der westliche Nachbarort Stósz (Stoß) mit Übergangsmundart zum Metzenseifener Dialekt. Südwestlich der Grenze die Stadt Dobsina (Dobschau) mit ebenfalls abweichendem Dialekt.

## Geschichte und Gegenwart
Zipser Sachsen siedelten sich im Zuge der hochmittelalterlichen Ostsiedlung ab Mitte des 12. Jahrhunderts in zentralen Gebieten der ostslowakischen Region Zips an. Die große Mehrheit wurde von den ungarischen Königen als Grenzsiedler in den Jahrzehnten nach den mongolischen Zerstörungen Ungarns 1241/42 bis in die erste Hälfte des 14. Jahrhunderts durch autonome Sonderrechte – Befreiung von Abgaben an den ungarischen Adel, nur an den König gegen königliche Heeresfolge, Privileg, ihr Sächsisches Recht und die Wahl des Zipser Grafen autonom zu regeln – ins Land geholt. Bis ins 16. Jahrhundert waren sie die größte, politisch und ökonomisch die Zips prägende Bevölkerungsgruppe der multiethnischen Zipser Bevölkerung, die vor allem den Fernhandel nach Polen, den Bergbau und das städtische Zunft-Handwerk der Zips prägten, in der viele Städte entstanden. Bis in die Mitte des 20. Jahrhunderts auch aufgrund des missverständlichen Namens verbreitete Vorstellungen, dass sie vorwiegend aus Sachsen gekommen wären, sind heute besonders mit Hilfe der Dialektologie der zipserdeutschen Dialekte widerlegt.
Schon im 16.–18. Jahrhundert ging die Zipser Bevölkerung als Folge von Kriegen und Aufständen deutlich zurück und der Anteil der Zipser Sachsen sank durch feudale Besiedlung mit dem Adel abgabepflichtigen Bauern und Ansiedlung katholischer Gemeindemitglieder im Zuge der Gegenreformation. Durch Integration Leibeigener und demographische Verschiebungen und Auswanderungen seit Anfang 19. Jahrhundert und aufgrund der staatlich forcierten Magyarisierung 1876–1918 durch den ungarischen Staat ging ihr Anteil weiter zurück. Die zipserdeutsche Dialekte sprechenden Zipser Sachsen bildeten im 16. Jahrhundert wohl über die Hälfte der Zipser Bevölkerung, Mitte des 19. Jahrhunderts knapp ein Drittel, am Vorabend des Ersten Weltkrieges ein Viertel und am Vorabend des Zweiten Weltkrieges ein Fünftel der Zipser Bevölkerung. Traditionell hatten die Zipser Sachsen keine deutsche, sondern eine pro-ungarische „Zipser Identität“ und lebten allgemein spannungsfrei mit den anderen Bewohnern zusammen, waren wie diese ausnahmslos mehrsprachig.
Infolge der Evakuierung und Vertreibung der deutschstämmigen Bevölkerung in den Jahren 1944 bis 1946 wurde aus der vormals bedeutenden zipser-sächsischen Bevölkerung eine sehr kleine Minderheit, die danach der schulisch geförderten Assimilierung an das Slowakische ausgesetzt war. Größere Sprechergruppen des Zipserdeutschen gibt es heute noch in Chmeľnica (Hopgarten, hier wird der Dialekt Outzäpsersch gesprochen) und in Medzev (Metzenseifen). In den übrigen Orten bleiben nur kleine Sprechergruppen zurück, entweder durch Ehen mit Angehörigen der anderen Bevölkerungsgruppen oder durch Nachweise, dass sie im Zweiten Weltkrieg verfolgt oder im Widerstand waren. Der Anteil ist in der vom Bergbau dominierten Unterzips etwas größer.
In der Gegenwart werden die Dialekte in der jüngeren Generation in Deutschland und Österreich vom Hochdeutschen, in der Slowakei vom Slowakischen verdrängt, es bildeten sich seit den 1990er Jahren aber auch Kultur- und Sprachverbände und in der Slowakei existieren lokale Minderheitenrechte.

## Dialekte
Die zipserdeutschen Dialekte gehören teils zu den mittelfränkisch (ripuarisch–moselfränkisch) basierten Dialekten in der westlichen bis nördlichen Oberzips, teils zu den bairisch basierten Dialekten in der südöstlichen Unterzips. Die Dialekte zeigen auch deutliche ostmitteldeutsche (obersächsisch-schlesische) Einflüsse, im bairisch basierten Dialekt der Unterzips finden sich Einflüsse des Oberzipserischen mit den erwähnten west- und ostmitteldeutschen Merkmalen. Eine einzelne Ortsmundart in der nordöstlichen Oberzips gehört zu den schlesischen Dialekten. Ein Teil der zipserdeutschen Dialekte wies aufgrund der gleichen westmitteldeutschen Herkunft Ähnlichkeiten mit den siebenbürgisch-sächsischen Mundarten auf.
Die Zipser Sachsen verwenden als Selbstbezeichnungen auch die Namen „Potoken“ für die Oberzipser und „Potokisch“ für die Dialekte der Oberzips (im Dialekt: Potokesch/Potoksch) und „Mantaken“ für die Unterzipser, „Mantakisch“ für die Dialekte der Unterzips. Die erste Bezeichnung kommt von slowakisch potok ‚Fluss/Strom‘, weil die Oberzipser entlang des Talkessels des Poprad (deutsch: die Popper) siedelten und siedeln, der die Zips von Westen nach Nordosten durchfließt und am Unterlauf in den Dunajec mündet, welcher streckenweise den nördlichen Grenzfluss der Zips bildet. Zur Herkunft des Namens „Mantaken“ gibt es mehrere Theorien, nach Volksetymologien soll er sich von der Unterzipser Dialekt-Nachfrage Bo:s mant-a? ‚Was meint er?‘ (bairische Entsprechung: Wo:s mant-a?) oder von der ungarischen Nachfrage Mit mondták? ‚Was sagen sie?‘ herleiten, wahrscheinlich ist aber, dass es eine Kontraktion des selten überlieferten Alternativnamens „Montanaken“ ist, der sich von der häufig gebrauchten Bezeichnung lateinisch montana ‚Bergbewohner, Bergmänner‘ ableitet, die Unterzipser lebten bis ins 20. Jahrhundert vorwiegend vom Bergbau und zuarbeitenden Berufen.
Zipserdeutsch unterscheidet sich in folgende Dialekte:

### Oberzipser oder potokische Dialekte

#### Zuordnung und Merkmale des Zipserschen im engeren Sinne
Die in der um 1190 bis 1210 deutsch besiedelten Oberzips um Käsmark (Kežmarok) und Pudlein (Podolínec) gesprochenen Mundarten haben eine mittelfränkische Grundlage, weisen aber auch starke ostmitteldeutsche Anteile auf. Ältere Einstufungen des Oberzipserischen als primär schlesisch-obersächsische Dialekte, die heute noch oft in populärwissenschaftlicher Literatur oder Webseiten wiederholt werden, hat endgültig Ernst Schwarz 1957 in der Wissenschaft allgemein akzeptiert widerlegt.
Westmitteldeutsche (rheinisch-moselfränkische) Elemente sind beispielsweise:
- häufig nd > n (wie moselfränkisch, schen statt ‚schinden‘, gefon statt ‚gefunden‘)
- „Rheinische Gutturalisierung“ (Verschiebung von Konsonanten an den Rachen- und Kehlbereich, wie mittelfränkische Dialekte): selten nd > ng (wie ripuarisch/rheinisch, relikthaft nach u und ü, tseng statt ‚zünden‘, ontsenger statt ‚Anzünder‘); rt > rk (Gyrkel statt ‚Gürtel‘);
- selten cht > t (wie rheinisch, gebrat statt ‚gebracht‘);
- mhd.: hs (nhd.: chs) > ss (dresseln und Dressler statt ‚drechseln‘ und ‚Drechsler‘, Taisl statt ‚Deichsel‘)
- mhd.: v (nhd.: f) > b (ubr statt ‚Ufer‘; fembe statt ‚fünf‘) oder mhd. v > p (heup statt ‚Hof‘)
- Häufige Diphthongierungen standarddeutscher Vokale als „buntscheckiges Bild“ besonders bei potokisch-oberländischen Ortsmundarten (Knoicht/Knaicht usw. statt ‚Knecht‘, geup statt ‚Gabe‘, neut statt ‚Not‘, dreuge/dreuche statt ‚trocken‘, gestrauft statt ‚gestraft‘, Raut statt ‚Rat‘) verweisen nicht so eindeutig auf ostmitteldeutsch-schlesische Zusammenhänge, wie ältere Autoren schrieben, sondern sind viel mehr für westmitteldeutsche rheinisch-moselfränkische Mundarten charakteristisch.

Ostmitteldeutsche (obersächsisch-schlesische) Elemente sind beispielsweise:
- a > å (Entrundung, in einigen Ortsmundarten, wie Obersächsisch)
- „Der Zipser Wortschatz ist ‚ostmitteldeutscher‘ als der der Siebenbürger Sachsen.“ (Ernst Schwarz)
- gelegentliche Umlaut-Monophthongierungen standarddeutscher Diphthonge, wie au > o/e.[10]

Weitere Elemente:
- Die potokische Zipser Lautverschiebung, die sich seit 15./16. Jahrhundert auch im Mantakischen und noch heute im Zipser Oberwischauerischen/Rumänien (s. u., ein nur zipserisch beeinflusster Dialekt) im Anlaut nachweisen lässt: mhd.: ph- (nhd.: f- oder pf-) > tf- (tpherden statt ‚Pferden‘; Tfriderich statt ‚Friedrich‘; potokisch tfeife o. ä., mantakisch tfefa o. ä., hopgartnerisch tfefo statt ‚Pfeffer‘) fußt auf Lautsystematiken mitteldeutscher Dialekte.[11]
- gelegentliches Vorkommen der aus dem Slowakischen übernommenen Konsonanten des stimmhaften sch und dsch (slowakisch: ž und dž) in den meisten Ortsmundarten, besonders charakteristisch in der Ortsmundart von Kleinlomnitz (Lomnička)[12]
- Internationalismen mit Endung slowakisch -(n)cia (von lateinisch -(n)tia/-(n)tio) > -(n)tsieun / -(n)tsiaon oder -(n)tsiaun, statt standarddeutsch ‚-nz‘, ‚-tie‘, ‚-tion‘ (bilantsieun statt ‚Bilanz‘, slow. bilancia; inteligentsieun statt ‚Intelligenz‘, slow. inteligencia; demokratsieun statt ‚Demokratie‘, slow. demokracia)[13]

#### Oberländische Ortsmundarten
Die potokischen Dialekte teilen sich in das sprecherstärkere „Oberländische“ um Käsmark zwischen den Städten Deutschendorf (Poprad) im Süden und Zipser Bela (Spišská Belá) im Norden und in das kleinere „Niederländische“ nördlich davon um Pudlein, wobei allgemein stark ausgeprägte Ortsmundarten existieren, von denen sich wiederum die Stadtmundarten abheben. In Zipser Bela wurde eine Übergangsmundart zwischen Ober- und Niederländisch gesprochen. Die Dialekte der östlicher gelegenen Städte Leutschau (Levoča) und besonders Zipser Neuendorf (Spišská Nová Ves) nehmen eine Zwischenstellung zum Dialekt der Unterzips ein, wobei die Neuendorfer Mundart zu den Oberländischen Mundarten, die Leutschauer Mundart zu den Niederländischen Mundarten gehört.
Die oberländischen Mundarten zeichnen sich durch vielfältige, entweder nicht abgeschliffene, oder neu gebildete, grammatische Endungen aus (Gen. -s auch im fem., in Käsmark: de kus=‚der Kuh‘, in einigen, auch mantakischen Mundarten noch durch das bestimmte Vorwort da/unbestimmt e gekennzeichnet: da kus/e kus=‚der Kuh/einer Kuh‘; fem.-Endung -inne/-enne, Pl.-Endung -er, maidennerchen=‚die Mädchen‘; Akk.-Endung -en: michen, dichen, statt ‚mich/dich‘). Darunter sind auch, oft mehrfache diminutive Endungen -k(e) und -u(t)sch (slawisch), sowie -chen und -lein (a beschn=‚ein bisschen‘-einfacher Diminutiv, a bessu(t)schch(e)n-doppelter Diminutiv, bis a besch-utsch-ke-l-chen-vierfacher Diminutiv, etwa: ‚ein ganz, ganz klein bisschen‘), sowie ungewöhnlich gebildete Partikel (wåspere/wasprije=‚was für einer‘; e(in)wer/e(in)wås=‚(irgend)jemand/(irgend)etwas‘; derentkeigen=‚hingegen‘; keinmand=‚niemand‘). Daneben sind hier die meist durch mittelfränkischen Einfluss gebildeten vielfältigen und zwischen den Ortsmundarten oft unterschiedliche Diphthongierungen (siehe oben) am breitesten erhalten.
Außerdem ist der Einfluss des Standarddeutschen in den oberländischen Ortsmundarten prinzipiell größer, als in den niederländischen. Der Einfluss kommt zumeist von der standarddeutschen Sprache der Lutherbibel, die aus dem Meißner Kanzleideutsch entstand, denn alle Zipser Sachsen waren im 16.–17. Jahrhundert, teilweise auch später evangelisch-lutherisch. Dieser Unterschied der Annäherung und Ferne zum Standarddeutschen ist allerdings wesentlich ausgeprägter zwischen den besser verständlichen Stadtmundarten und den weniger verständlichen Dorfmundarten. Der Germanist und Mediävist Helmut Protze charakterisiert die schriftlichen Kanzleisprachen vieler Zipser Städte schon im 16. Jahrhundert als „dialektfreier“, also in der schriftlichen Form mehr am Lutherdeutschen orientiert, als die Kanzleisprachen von Zwickau, Dresden oder Erfurt. Auch die oberdeutsche Schreibsprache hat als Jesuitendeutsch in der Gegenreformation des 17.–18. Jahrhunderts Spuren hinterlassen, in geringerem Maße als Österreichisch-Wienerisch im Zuge der absolutistischen Zentralisierung des 18. und 19. Jahrhunderts.
Die Annäherung zum Standarddeutschen lässt trotzdem die primär westmitteldeutsche Herkunft in einigen Lexemen erkennen, was manchmal zu missverständlichen „falschen Freunden“ führt (in Käsmark: heubchen, in Leutschau-mehr dem Hochdeutschen angenähert: heufchen heißt ‚Hof‘; kohl heißt ‚kahl‘-wie auf Kölsch; pißchen heißt ‚Füßchen‘-allgemeine umgangssprachliche Bezeichnung für ‚Hauskatze‘; keifen heißt ‚kaufen‘).

#### Niederländische Ortsmundarten
Die niederländischen Ortsmundarten sind archaischer (Autoren im 19. Jahrhundert schrieben ‚derber‘), mehr auf der Sprachstufe des Mittelhochdeutschen verharrend, als die oberländischen. Einzelne neuhochdeutsche Diphthongierungen fehlen, Endungen und Hilfswörter sind im Gegensatz zum Oberländischen, besonders den Stadtmundarten, die oft noch zusätzliche Endungen aufweisen, meistens abgeschliffen oder entfallen komplett. Das gilt mehr für die Mundarten der Dörfer, als die Stadtmundarten.
Die Charakteristika waren besonders ausgeprägt in nordwestlichen potokisch-niederländischen Dörfern (Großlomnitz/Veľká Lomnica, Altwalddorf/Stará Lesná, Rok(u)s/Rakúsy u. a.) an den Hängen der Hohen Tatra, deren Bergmundarten mit wenigen ebenfalls schwer verständlichen oberländischen Bergdialekten (Großschlagendorf/Veľký Slavkov u. a.) volkstümlich in der Zips als ‚Garstvogeldialekt‘ verspottet wurden (zipserdeutsch: Garstvogel = ‚Gerstenvogel‘ – gemeint sind Sperlinge).
Beispielsatz (überliefert von Karl Julius Schröer 1864, zugesandt, deshalb Ort nicht genannt, offenbar ein extremer ‚Zungenbrecher‘):
Katt rack har as lapp, ëch gâ der a schmatz. Hàber håber hàber éuch gald, àber hàber kéin håber, hàber éuch kéin gald.
(‚Der Hof-Racker/-Gaul hebt die Lippe/Lefze, ich geb ihr einen Schmatz (Kuss/Futter???). Haben wir Hafer, haben wir auch Geld, aber haben wir keinen Hafer, haben wir auch kein Geld.‘)
Die meisten Substantive sind auch im Rheinischen Wörterbuch, oft nur als lokale Ausdrücke zu finden.
In der Stadt Pudlein, in den umliegenden Dörfern des nordöstlichen Niederlandes (Bauschendorf/Bušovce, Hollomnitz/Holumnica, Topportz/Toporec, Kleinlomnitz/Lomnička), besonders aber in der Stadt Kniesen (Hniezdne) traten dagegen bereits Übergänge zum schlesisch basierten Hopgartnerischen/Outzäpserschen auf, was diese Ortsmundarten auf wieder andere, eigene Weise vom Standpunkt des Standarddeutschen schwerer verständlich machten.
Dagegen war die Stadtmundart der Zipser Hauptstadt Leutschau (Levoča) die dem Standarddeutschen am meisten angenäherte Mundart der Zips, trotz niederländischer Merkmale. Die Leutschauer Mundart gehörte neben den Mundarten der weiter entfernten östlicheren Städte, in der nördlichen Unterzips, Kirchdrauf (Spišské Podhradie), Wallendorf (Spišské Vlachy) und noch der nördlichsten Bergstadt Krompach (Krompachy) zu den Übergangsmundarten vom Niederländischen zum völlig anderen Mantakischen/Gründlerischen, standen aber den niederländischen Ortsmundarten näher.

#### Outzäpsersch oder Hopgartnerischer Dialekt: Zuordnung und Merkmale
Am Nordrand der Oberzips wurden früher nicht mittelfränkisch-ostmitteldeutsche, sondern schlesische Mundarten gesprochen, der Übergang begann in Pudlein, trat besonders in Kniesen (Hniezdne) hervor, sie waren einst nördlicher und entlang des Dunajec am Nordrand der Zips (Region Zamagurze) verbreitet. Die Dialekte etablierten sich nach den mittelfränkischen Dialekten im Zuge der „schlesischen Hausiedlung“ Anfang 14.–Anfang 15. Jahrhundert, als die polnischen Könige (siehe walddeutsche Besiedlung im Neumarkter Becken) und die ungarischen Könige um die Erschließung, Besiedlung und Befestigung des Grenzgebietes wetteiferten, kurz darauf schlossen sich Städte, auch niederungarische Bergstädte (Mittelslowakei, nicht in der Zips) mit der schlesischen Besiedlung ihres Umlandes an, womit Rodungsdörfer oft mit der Namensendung „-hau“ (slowakisches Zweitwort Poruba/Lehota, ungarisch -vágás) entstanden. Die Kolonisten waren nach Quellen offenbar meistens oder immer verschiedener Herkunft: die Lokatoren und Schultheiße waren deutschsprachige Schlesier oder alteingesessene Einheimische, ein Teil der Siedler, eher die Handwerker, deutsche Schlesier, die Bauern waren oft slowakische Binnenkolonisten. Den sprachlich gemischten Ansiedlungen folgten früh Vereinheitlichungen und Assimilationen in den Dorfgemeinschaften. In einem Teil der Orte setzte sich Slowakisch, in anderen Deutsch als Sprache der Dorfgemeinschaften durch, womit sich deutsch-schlesische Sprachinseln zwischen slowakischen Dörfern in einem Teil der Nordzips und des Einzugsgebiets der niederungarischen Bergstädte (das sogenannte „Hauerland“) etablierten. Nach den Bevölkerungsverlusten des 16.–18. Jahrhundert waren sie nur noch in wenigen Zipser Orten erhalten. Die Dialektreste wurden teilweise nach einer Besiedlung im Laufe des Schwabenzuges von meist schwäbischen Siedlern aus Württemberg, daneben einigen elsässischen und hessischen in den Jahren 1785–87, sowie später bis 1817 zurückgedrängt. Die Anzahl dieser deutschen Neusiedler ging ihrerseits durch Landflucht im Zuge der Industrialisierung und Auswanderung nach Amerika erheblich zurück. Allein im 1315 gegründeten Hopgarten (Chmeľnica) am Nordostrand der Zips erhielt sich bis in die Gegenwart ein Ortsdialekt, der eine sehr archaische schlesische Mundart ist, die deshalb neben „Hopgartnerisch“ auch „Outzäpsersch“ (Altzipserisch) genannt wird.
Typisch outzäpsersche/hopgartnerische Merkmale sind:
- velarisiertes l > u (Appubeme statt ‚Apfelbäume‘, Soudotn statt ‚Soldaten‘, Outzäpsersch statt ‚Altzipserisch‘).[27] Die häufige vorherige Velarisierung des l > ł gilt als polnischer Spracheinfluss[28], polnisches ł ist ein ‚labiovelares l‘ ([w] ), das daraus gebildete u hat besonders im Silbenanlaut und vor Vokalen Ähnlichkeit zum ł.[29]
- Entlabialisierung ü > i; ö > e (charakteristisch besonders für Schlesisch-Sprecher, auch wenn sie Standarddeutsch sprechen), oft weiterhin: langes e (auch ö) > i (lang) (nur in wenigen schlesischen Mundarten, frih statt ‚früh‘, ihd statt ‚öd‘, stihn statt ‚stehen‘),[27] auch der Diphthonge ei > ej/e; au > o, äu/eu > e
- häufiger Wechsel besonders der unbetonten Vokale a > o, o > u, e > a, i > ä (Zäpsersch statt ‚Zipserisch‘)
- Vorsilbe ge- > di-/dj- (dibrochn statt ‚gebrochen‘)[27]
- feste Integration der slowakischen palatalisierten Konsonanten ď ([ɟ] ), ť ([c] ) und ň ([ɲ] ) ins Konsonantensystem, nicht nur bei Lehnwörtern (ťapkaen statt ‚tätscheln‘ von slowakisch ťapkať, ňaňa statt ‚Kindermädchen‘[30]), auch durch Veränderungen am Basalwortschatz (jeňo statt ‚jünger‘ – kein entlehnter Wortstamm, sondern derselbe wie im standarddeutschen Wort), in Übergangsmundarten von Pudlein, Kniesen und umliegenden Dörfern sind diese Konsonanten nur sporadisch enthalten[31]
- Lexeme aus dem typisch schlesischen Wortschatz

Für ein gutes Sprachbeispiel siehe unten: Kapitel über den Tochterdialekt Zäpsersch.

#### Sprachkontakte
Die slawischen Einflüsse der Oberzipser Mundarten stammen aus dem Slowakischen, dem Polnischen (besonders der regionale Dialekt Goralisch) und dem Ukrainischen (genauer aus dem Russinischen), daneben aus der nichtslawischen Sprache Ungarisch, denn Slowaken und deutlich weniger Ungarn waren immer, Goralen und Russinen (Teilgruppe der Lemken) seit dem Spätmittelalter ebenfalls Bewohner der Oberzips. Ungarisch und Polnisch waren außerdem neben Latein lange Zeit auch Oberschicht- und manchmal Kanzleisprachen.
Zu den in fast allen Mundarten verwendeten ältesten Lehnwörtern, oft deutlich verändert, gehören auch Begriffe des Basiswortschatzes, was verrät, dass die Zipser Sachsen zumindest in Kontaktzonen schon vor Jahrhunderten mehrsprachig waren, wie baba (‚Großmutter‘-in vielen slawischen Dialekten), žada, dzede (‚Großvater‘, poln. dziade(k)), uike (‚Onkel‘, poln. wujek), nana (‚Oma‘, wie Slowakisch und Ungarisch), katsch(k)e (‚Ente‘, poln. kaczka, slowak. kačica/kačka), dschabe (‚Frosch‘, slowak. žaba) oder tschitscherischken (‚Heidelbeeren‘, slowak. čučoriedkový), pomeelich (‚[schön] langsam‘ / ‚behaglich‘, slowak. pomaly).
Etwas jüngere Lehnwörter gehören oft zu Lebensbereichen, die erst in der Zips übernommen wurden, wie Lebensweise, Kultur, Hauswirtschaft oder Hirtenwesen/Almwirtschaft (erst im 15.–18. Jahrhundert von Lemken und Goralen in die Region gebracht) oder wurden nur in einige Mundarten in der Nähe der vier Kontaktsprachen übernommen.
Die Entlehnungen waren nicht einseitig. Besonders die Zipser Mundart der ostslowakischen Dialekte, die Zipser Mundart der Goralischen Dialekte und die westlichen Mundarten des lemkischen Dialekts des Russinischen weisen eine Vielzahl deutscher Lehnwörter auf, die – oft älter und kein Sprachstandard – heute meist als ‚mundartlich‘ oder ‚veraltet‘ gelten. Papsonová weist sogar auf Rückentlehnungen hin, die ihrerseits auf alte deutsche Lehnwörter zurückgehen (zipserdeutsch: grulln < ostslowakisch: gruľa < österr. grundbirn = ‚Kartoffel‘; zipserdt.: duplom < goralisch: duplom < ‚doppelt‘; zipserdt. feschak < goral. feschak < ‚fescher Kerl‘), wobei auch Bedeutungsverschiebungen auftreten konnten (zipserdt. juche – ‚Krautsuppe‘ < goral. jucha – ‚einfache Suppe‘ < ‚Jauche‘; zipserdt. galgan – ‚Tagedieb‘ < goral. galgan < ‚Galgen‘; zipserdt. olewrand – ‚Party‘ < goral. olowrant < ‚Halberabend‘; zipserdt. drotar – ‚Rastel-/Drahtbinder‘ < goral. drotar < ‚Drahthaar‘).
Spätestens seit dem 19. Jahrhundert waren alle Zipser Sachsen fließend zwei-, drei-, und mehrsprachig, weshalb zunehmend sehr dynamische, spontane, wechselnde Entlehnungen auftreten, die sich dadurch auszeichnen, dass diese jüngsten Entlehnungen grammatisch und phonetisch dem Zipserdeutschen nicht mehr angepasst werden, weil sie ohnehin verständlich und aussprechbar sind. In den Nachkriegsgenerationen machen sie 20–30 % des Wortschatzes aus. Der grundlegende slowakische Erforscher des Zipserdeutschen Juraj Valiska dokumentiert Beispiele, bei dem die Sprecher in einen zipserdeutschen Satz ein slowakisches Wort übernehmen, aber in die slowakische Übersetzung kreuzweise an dieselbe Stelle das zipserdeutsche Wort setzten.
Sprachbeispiel: der Satz heißt ‚Woher hast du den schönen Vorhang?‘-Vertauschung beim letzten Wort ‚Vorhang‘:
Potokisch: Vua:R host a zeta schi:na zatslo:na?
Slowakisch: Odkadzi maš toten šumni firhang?
Einflüsse der Kontaktsprachen reichen neben Lehnwörtern in andere Sprachstrukturen. Die in allen zipserdeutschen Dialekten häufigen Diminutive, bei Substantiven häufiger, als nicht verkleinerte Formen, ist ein Einfluss der slawischen Kontaktsprachen, wo sie (slowak./poln. mask. Sg. -ek / -yk, fem. Sg. -ka), auch in Steigerung (slowak. -ičký / -učký) sehr häufig verwendet werden. Selten tragen sie die entlehnte Endung -k(a), meistens potokisch -chen, mantakisch oft mit bairischer Endung -(e)l/(e)rl. Auch Adjektive kommen analog zum Slowakischen als Diminutive vor, was es im Standarddeutschen nicht gibt, und werden meistens mit der ungewöhnlichen Endung -uschich verkleinert (kleinuschich für ‚kleinchen/sehr klein‘, analog slowakisch maličký; kloruschich für ‚klärchen/sehr klar‘, analog slowakisch jasnučký, ähnlich a besuschn als diminutive Steigerung von a beschn für ‚bisschenlein/ein kleines bisschen‘ analog slow. trošíčku). Daneben werden Substantive, die im Slowakischen nur im Plural möglich sind, auch im Zipserdeutschen nur als Plural verwendet (die Heuzn statt ‚die Hose‘ – slow. nohavice), (ober-/niederländisch: di Kleidr / outzäpsersch: di Kuiedo, mantakisch: di Klaedr statt ‚das Kleid‘ – slow. šaty).

### Unterzipser oder mantakische/gründlerische Dialekte

#### Gründlerische Ortsmundarten, Zuordnung und Merkmale
Die in der zwischen 1260 und 1330 deutsch besiedelten Unterzips (Zipser Gründe) um Göllnitz (Gelnica), Schmöllnitz (Smolník) und Wagendrüssel (Nálepkovo) gesprochenen Dialekte („Gründlerisch“) zeigen eine bairische Grundlage mit starken oberzipserischen Anteilen, wobei ebenfalls örtliche Unterschiede bestehen. Trotz dominierenden bairischen Merkmalen sind die mitteldeutsch-oberzipserische Einflüsse auch phonetisch erhalten. Nach Untersuchungen des ungarischen Germanisten Sándor Gardonyi und des Leipziger Dialektologen Helmut Protze der Kanzleisprache in Quellen und Chroniken der Unterzipser Bergstädte war Gründlerisch ursprünglich, wie Oberzipserisch eine westmitteldeutsch basierte Mundart mit großen ostmitteldeutschen Einflüssen. Erst seit der zweiten Hälfte des 15. Jahrhunderts, als der Bergbau der Region wieder auflebte, kam es zu einem „bairischen Durchbruch“ im Gründlerischen. Zwar betont Protze, dass Kanzleisprachen nicht immer identisch zur gesprochenen Sprache sind (selten verändern sie sich verzögert, oder orientieren sich länger an anderen örtlichen Standards, wie der Zipser Hauptstadt Leutschau), aber es ist trotzdem ein plausibles Indiz, dass Gründlerisch erst Ende 15. Jahrhundert offenbar durch massenhaften Zuzug aus bairischsprachigen Revieren (wie um Schwaz in Tirol) zu einem bairischen Dialekt wurde.
Einige mantakische/gründlerische Lautverschiebungen und Merkmale:
- w > b stets am Wortanfang (bassa statt ‚Wasser‘), daneben in vielen Dialekten (auch Metzenseifnerisch, nicht Dobschauerisch) Inlaut in gedeckten Silben, die mit Konsonanten beginnen (schbats, statt ‚schwarz‘, tsba: statt ‚zwei‘, Schbants statt ‚Schwanz‘), damit Ersetzung fast aller w durch b. (Spätmittelalterlich–Bairisch, in Bayern und Österreich zurückgedrängt, nur bairische Sprachinseln – Mantakisch, viele Hauerland-Dialekte, Gottscheerisch, Zarz, Zimbrisch, bairische Dialekte in Brünn, Budweis, Deutsch-Brod/Nord-Iglauerisch, Nebotein-Olmütz, Wischauerisch). Potokisch fehlt dieses Merkmal meist, nur von benachbarten Dialekten, darunter Hopgartnerisch sporadisch übernommen, fast alle Dialekte nur das Einzelwort bir/ba statt ‚wir‘. Die Oberzipser spotteten gern über die mantakische Eigenart:
Bier Baeba boln baesa Beesch beschn, ben boarmes Bosr bear. ‚Wir Weiber wollen weiße Wäsche waschen, wenn warmens Wasser wäre.‘[42]

Einige bairische Merkmale:
- b > p im Anlaut der Silbe (pru:t statt ‚Brot‘, petrifft statt ‚betrifft‘, Gepackens statt ‚Gebäck‘)
- Vokal + r > a, in einigen Mundarten > oa / ua (fast alle Ortsmundarten, a statt ‚er‘, bassa statt ‚Wasser‘, ba statt ‚wir‘, uabeten statt ‚arbeiten‘, fuan statt ‚fahren‘)
- häufige Diminutiv-Endung -lein > -(e)l (Metzenseifener und Dobschauer Dialekt, stöückl statt ‚Stücklein‘), oder > -(e)rl (Zipser Gründlerisch); ist die häufigste bairische Form des Diminutivs, außer nach -er-, dann wie in der Oberzips -chen (fenstechen statt ‚Fensterchen‘), dabei tritt auch die ungewöhnliche Kombination mit dem slawischen Diminutiv -k als -chen-k auf,[44]
- Vorsilbe er- > da- (dazähln statt ‚erzählen‘, auch in einige potokische Ortsmundarten übernommen)

Auf mitteldeutsche Einflüsse verweisen beispielsweise:
- au > o (wie Obersächsisch, off statt ‚auf‘, o:ch statt ‚auch‘), auch für viele Oberzipser Mundarten typisch, einer der erhaltenen ursprünglichen zipserischen Elemente
- selten ft > cht (wie Rheinhessisch, z. B. Gründlerisch Lochter statt ‚Klafter‘, Relikt der Rheinischen Gutturalisierung)

Für ein gutes Sprachbeispiel siehe unten: Kapitel über den Tochterdialekt Ostkarpaten-Mantakisch.

#### Metzenseifener Mantakisch und Bodva-Mundarten
Dabei weicht der Dialekt von Metzenseifen (Medzev), knapp außerhalb der Zipser Südgrenze, deutlich von den untereinander näher stehenden Ortsdialekten in den Zipser Gründen innerhalb der Zips ab, weshalb er als gesonderter Metzenseifener Dialekt eingestuft wird. Manchmal werden auch die beiden anderen, teilweise deutschsprachigen Ortschaften im Bodva-Tal südlich der Zips mit einbezogen. Im westlichen Nachbarort Stoß (Štós, seit 18. Jahrhundert ebenfalls südlich der Zips) wird ein Übergangsdialekt zu den Ortsdialekten der Gründe verwendet, auch der Stadtdialekt der Großstadt Kaschau (Košice, wie Metzenseifen nie in der Zips) steht dem Metzenseifnerischen nahe. Bis ins 16./18. Jahrhundert wurde in zehn Ortschaften im Bodva-Tal südlich der Zips von Stoß im Westen bis Kaschau im Osten zumindest von einem Teil der Einwohner zipserdeutsch-mantakische Dialekte gesprochen, im 18./19. Jahrhundert waren die meisten slowakisiert oder magyarisiert (die Region ist auch Übergangsgebiet zwischen dem mehrheitlich slowakischen und mehrheitlich ungarischen Sprachraum) oder abgewandert, nur in Metzenseifen blieb Anfang 20. Jahrhundert eine deutschsprachige Mehrheit, in Stoß und Kaschau Minderheiten erhalten. Die Benennung der Dialekte ist heute uneinheitlich. Während ältere Literatur oft den Metzenseifner Dialekt neben den im Folgenden genannten Dialekten als Gründener Sonderdialekte neben den eigentlichen gründlerischen Dialekten in der Zips bezeichnen, gibt es heute Tendenzen, das Bodva-Tal insgesamt als mantakische Dialektregion vom Gründlerischen zu unterscheiden oder die bis heute gut erhaltene Mundart von Metzenseifen als ‚Mantakisch‘ zu bezeichnen.

#### Dobschauerisch oder Bulejner-Dialekt
Der Dialekt von Dobschau (Dobšiná, westlich der Unterzips und südlich der Oberzips, nie Bestandteil der Zips) gilt ebenfalls als eigener Dialekt, wobei die Ortsmundart der westlichsten Unterzipser Bergstadt Wagendrüssel eine Übergangsmundart von den gründlerischen Ortsdialekten zum Dobschauer Dialekt ausgebildet hat. Trotz langer wissenschaftlicher Dokumentations- und Erforschungsgeschichte wies erst 1980 der slowakische Germanist Juraj Valiska anerkannt nach, dass der Dobschau-Dialekt keine bairisch basierte, sondern eine mitteldeutsch basierte Mundart mit starken gründlerischen und bairischen Einflüssen ist. Der Dialekt wurde von Valiska, aber auch schon zuvor, auch „Bulejner-Dialekt“ oder „Buleiner-Dialekt“ genannt, weil die Frage „welcher?“, wörtlich „wo einer?“ in ihm „bulejner/buleiner/buleener?“ ausgesprochen wird, was die Herkunft zeigt: die Lautverschiebung w > b und o > u hat er mit Gründlerisch/Mantakisch gemein, die Aussprache des Fugen -l- und des Diphthongs -ei- als -ej- mit mitteldeutschen Dialekten. Dobschauerisch zeigt auch die westmitteldeutsch-ripuarische (rheinische) Kontraktion des -g- zwischen Vokalen im Fall von -ige- und -age- (schlon statt ‚schlagen‘, laet statt ‚liegt‘), was sonst in keinem einzigen Oberzipser oder Zipser Dialekt vorkommt. Gleichzeitig hat es viele Gemeinsamkeiten mit den mantakischen und bairischen Dialekten.
(Schröer zählte 1863 die weit westlichen Dialekte im mittelslowakischen Hauerland von Krickerhau und Deutschpilsen (heute in Ungarn, an der slowakischen Grenze) (seit 14. bzw. Ende 15. Jahrhundert) als gründlerische Sonderdialekte, aber das ist widerlegt. Die Dialekte des Hauerlandes werden heute alle als schlesisch-bairisch basiert klassifiziert, wenn auch sehr unterschiedlich und mit Basis in verschiedenen Sprachstufen, während Schröer nicht die mittelfränkische Basis im Zipserdeutschen erkannte, das er für Obersächsisch-Schlesisch hielt und auch noch nicht wusste, dass die bairischen Einflüsse erst nach Entstehung dieser Dialekte Ende 15. Jahrhundert in die Zips kamen.)

#### Sprachkontakte
Die Spracheinflüsse im Mantakischen sind ebenso wie im Potokischen ausgeprägt, aber die slawischen Einflüsse der Unterzipser Dialekte stammen allein aus dem Slowakischen, als einzige slawische Kontaktsprache, daneben gibt es einige aus dem Ungarischen. Insbesondere Wörter (wie auch im Potokischen) technischer und gesellschaftlicher Neueinführungen sind komplett aus dem Slowakischen entlehnt, weil die Dialektsprecher besonders in der sozialistisch-tschechoslowakischen Phase 1947–90 ohne Deutsch-Unterricht, ohne deutschsprachige Printmedien (mit Ausnahme einer deutschen Literaturzeitung aus Prag) und ohne Empfang deutschsprachiger Hörfunk- und Fernsehprogramme kaum Kenntnis der hochdeutschen Wortbildungen hatten. Sie tauchen, wie auch andere spontane Lehnwörter des Alltags, ohne Adaption neben älteren Lehnwörtern auf.
Beispiel (dokumentiert von Jens Kušnír 2015, Metzenseifener Mundart, offenbar von einer Schülerin oder einem Schüler, slowakische Lehnwörter im Zitat und der Übersetzung unterstrichen):
En da Schu:l liat de Profesorka Matematika. Alle Kenda en da Klass müssen a Kalkulačka ho:bn, toze de komplizieten Ufgo:bn rechnen können. Meine Nana hot heut Gepackens gebackt. Heut Pogáčen on gestan hot ze Drüho:pjeklütschachen gemacht, bofre de Nana men Škorica peschüt hot.:
‚In der Schule lehrt die Lehrerin Mathematik. Alle Kinder in der Klasse müssen einen Taschenrechner haben, damit sie die komplizierten Aufgaben rechnen können. Meine Oma hat heute Gebäck gebacken. Heute Griebengebäck, und gestern hat sie Kuchen gemacht, welchen die Oma mit Zimt beschüttet hat.‘
Der rumänische Germanist Ioan Lucian Țurcaș aus Iași, der 2012/13 Erhebungen und Interviews unter den nur noch über 600 in der rumänischen Süd-Bukowina lebenden Deutschsprachigen, darunter Zipsern, durchführte, beobachtete ganz ähnlich zahlreiche Einstreuungen rumänischer Wörter und Ausdrücke.

### Zipser Dialekte in der Karpatenukraine, Maramuresch, Bukowina und im Banat

#### Ansiedlung

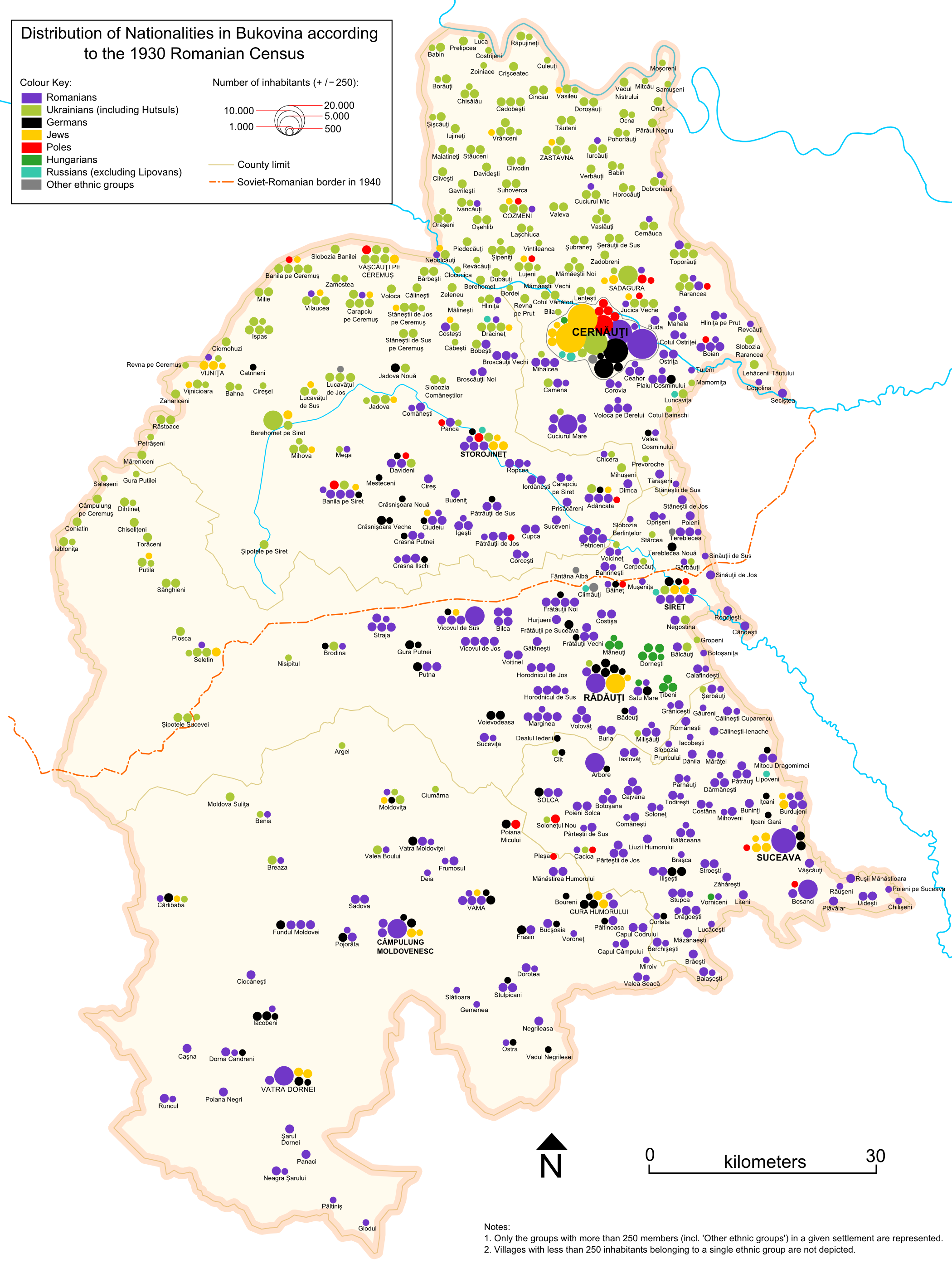
Bevölkerungsgruppen in der Bukowina 1930, schwarz: Deutsche. Zipser siedelten v. a. in den südwestlichen Bergdörfern.

Schon ab dem 14. Jahrhundert hatten sich Zipser Tochtersiedlungen als Streusiedlungen in der Karpatenukraine (Transkarpatien) und im heutigen Rumänien gebildet, die aber nicht bis ins 18. Jahrhundert bestehen blieben. Mit der Expansion des Habsburgerreiches in den erfolgreichen Türkenkriegen folgte unter den Kaisern Karl VI. (1711–40), besonders Maria Theresia (1740–80) und Joseph II. (1765–90) Anstrengungen, die teilweise entvölkerten Regionen neu zu besiedeln (Karolinische, Theresianische und Josephinische Kolonisation). Die Ansiedlungen, von denen manche im ersten Versuch scheiterten, wurden in der Regierungszeit von Kaiser Franz II./I. (1792–1835) beendet. Als Siedler wurden neben Tschechen, Slowaken, Polen, Ungarn, Russinen, Serben, Rumänen, Kroaten und anderen auch Deutschsprachige angeworben oder angesiedelt. Die größten Herkunftsgruppen waren Schwaben, auch Badener, Hessen, Rheinländer (vgl. Schwabenzug), daneben Tiroler, Deutschböhmen, Österreicher und Steirer, aber auch Zipser Sachsen.
Siedlungsschwerpunkte der Zipser, die in den 1780er–1830er Jahren angesiedelt wurden, waren die Karpatenukraine in der heutigen Ukraine und benachbarten Regionen der Maramuresch und der südwestlichen Bukowina im Norden des heutigen Rumänien. In der Bukowina bildeten sie die größte Gruppe der ländlichen deutschsprachigen, nicht-jüdischen Siedler, vor Deutschböhmen und schwäbisch-fränkischen Bauern, auch in den anderen Regionen gehörten sie neben Österreichern und Schwaben zu den zahlreichsten deutschsprachigen Siedlergruppen, die sich meistens in neu errichteten Ortsteilen, genannt Zipserei, selten in neu gegründeten Orten ansiedelten. Um 1850 folgten Zipser Ansiedlungen in vom Steinkohle-Bergbau lebenden Orten im Banater Gebirge in Südwest-Rumänien, sehr weit von den Siedlungen in den Ostkarpaten entfernt (Teil der Banater Berglanddeutschen).

#### Ostkarpaten- und Banater Mantakisch
Dadurch etablierten sich mehrere zipserdeutsche Dialekte in diesen Regionen, die teilweise bis heute erhalten sind. Die meisten Zipser in der Bukowina und im Banater Bergland waren Bergleute und Schmiede mit Familien, deren Herkunft aus allen Bergbauorten der Zipser Gründe und der südlichen Nachbarschaft bekannt ist und die deshalb Unterzipser mantakische Dialekte verwendeten. Es sind auch Ausnahmen nachgewiesen, einige wenige mit angesiedelte Holzarbeiter, Bauern und andere waren auch Oberzipser, die als Hausdialekt potokische Dialekte sprachen.

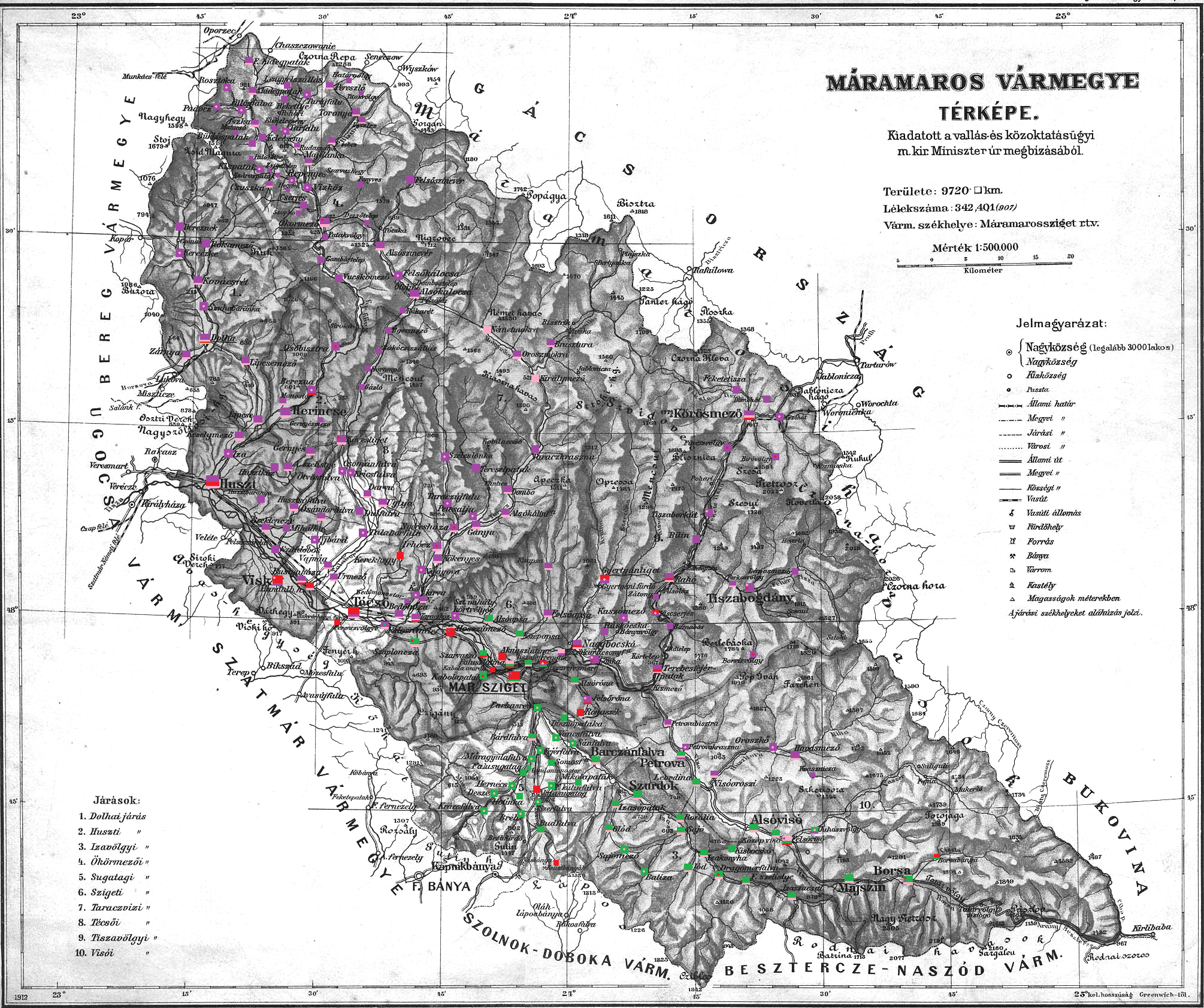
Sprachen im Komitat Maramuresch 1910 (ungarisch), die rumänisch-ukrainische Grenze verläuft heute etwa in der Mitte von West nach Ost und die Nordhälfte gehört zum ukrainischen Transkarpatien.
Rosa: Deutsch und Jiddisch, welches in der Sprachpolitik Österreich-Ungarns als deutscher Dialekt klassifiziert wurde.
Im Südosten um Alsóvisó (Vișeu de Jos, Unterwischau) und Felsővisó (Vișeu de Sus, Oberwischau) wird bis heute Oberwischauerisch gesprochen, im Nordosten um Kőrösmező (Jassinja, Männerwies) und Rahó (Rachiw, Rauhau) sprach man Zäpsersch, im mittleren Norden um Németmokra (Nimezka Mokra, Deutsch Mokra) und Királymező (Ust-Tschorna, Königsfeld) reines Oberösterreichisch und flussabwärts um Dombó (Dubowe, Dombau), sowie um Dolha (Dowhe) im Nordwesten dagegen Mantakisch. (Friedrichsdorf außerhalb des Komitats.)

In der Karpatenukraine waren die Dialekte heterogener. In den Eisenbergwerken und -schmieden von Friedrichsdorf (heute Teil von Koltschyno), Dolha (heute Dowhe) und Dombau (Dubowe) arbeiteten angesiedelte Unterzipser, deren mantakischer Dialekt bis zum Zweiten Weltkrieg dokumentiert ist.
Sprachbeispiel (Frauendialog, aufgezeichnet 1940 in Friedrichsdorf/Koltschyno, überliefert von Franz J. Beranek):
„Bos kochst du?“ „Knetschn koch ich. Bei ich muss Mettogmohl trogn en de Fabrik.“ „Bos bist nochmettog machn?“ „Hackn. Und ich be en Bald noch Holz gehn.“ „Z Omd komm ich runta zu enk, bel ich hob zu ren met enk abos.“
(‚Was kochst du?‘ ‚Knödel koche ich, weil ich das Mittagmahl in die Fabrik tragen muss.‘ ‚Was wirst du am Nachmittag machen?‘ ‚Umgraben. Und ich werde in den Wald um Holz gehen.‘ ‚Am Abend komme ich zu euch herunter, weil ich etwas mit euch zu reden habe.‘)
Die typisch gründlerisch-mantakische Veränderung w > b, die Verwendung des früheren bairischen Duals enk für ‚euch‘ und einige weitere bairische Lautmerkmale sind gut zu erkennen.

#### Zäpsersch
Die meistens als „Holzknechte“ (Holzfäller, Forstarbeiter, Flößer, Zimmerleute) für den staatlichen österreichischen Salzbergbau in die südliche Karpatenukraine (damals Nordteil des Komitats Maramuresch) und die heute rumänische, südliche Maramuresch geholten Zipser, darunter auch einige Bauern, stammten dagegen aus der Oberzips. Die Ortsherkunft ist aus vielen Oberzipser Ortschaften überliefert. Weil die Mehrheit aber aus Hopgarten kam, standen die Zipser Dialekte von Männerwies (Jassinja), Rauhau (Rachiw) und angrenzenden Ortschaften, die noch bis zum Zweiten Weltkrieg dokumentiert sind, dem schlesisch basierten Hopgartener Outzäpserschen nahe. Dieser Dialekt wurde ‚Zäpsersch‘ genannt. Womöglich entstand die Bezeichnung ‚Outzäpsersch‘ für die Hopgartner Mundart auch, um ihre Funktion als Mutterdialekt des Zäpserschen der Maramuresch zu betonen, denn das schlesische Zäpsersch beruht vorwiegend auf dem Outzäpserschen aus Hopgarten.
Sprachbeispiel (Erinnerung eines Zipsers aus Jassinja 1940 an das kurzzeitige Eindringen der russisch-österreichischen Karpatenfront im Ersten Weltkrieg nach Jassinja, überliefert von Franz J. Beranek):
Unsara Soudotn seinsa hinguofm und die Maskaln seinsa renkumm. Die Oudn sein dabuiebm und hom mr sich bahoudn in Woud. Frih sei br zuretjkumm, sei br ahemkumm, nischt hob br, davon zu assn, wo die Soudotn hom hindastoun. Zua Wocha worn sa hia, wor br hongrich.
‚Unsere Soldaten sind weggelaufen und die Russen sind hereingekommen. Die Alten sind geblieben und wir haben uns im Wald versteckt. Am Morgen sind wir zurückgekommen, wir sind heimgekommen, und haben nichts zu essen gehabt, weil die Soldaten gestohlen haben. Zwei Wochen waren sie hier, wir waren hungrig.‘
Gut erkennbar sind die Hopgartner Lautverschiebungen l > u, ge- > d-, u > o, a > o, ü > i, e > a und weitere und auch die Verwendung des sehr antiquierten Wortes ‚Moskalen‘ von ‚Moskowiter‘ für Untertanen Russlands.

#### Oberwischauerisch
Ursprünglich sprachen auch die in denselben Berufen arbeitenden Zipser im nicht weit entfernten Oberwischau (Vișeu de Sus) und sieben benachbarten Dörfern in der Maramuresch/Rumänien eine Variante von Outzäpsersch, wurden hier aber gemeinsam mit Oberösterreichern aus dem Salzkammergut (‚Teitsche‘) angesiedelt, mit denen sie nach anfänglicher Abgrenzung zu einer Gemeinschaft verschmolzen, die die gemeinsame Zipser Identität (nicht die deutsche) annahmen. Die Verschmelzung der Dialekte verlief entgegengesetzt: der Salzkammerguter Dialekt ‚Teitsch‘ verdrängte den schlesischen Dialekt der Zipser, ‚Zäpsersch‘ schrittweise, der zuletzt nur zurückgezogener Haus- und Familiendialekt war und ab den 1970er Jahren in Oberwischau nicht mehr gesprochen und verstanden wurde, womit das bairisch basierte ‚Teitsch‘ zum übergreifenden oberwischaudeutschen Dialekt mit nur einzelnen erhaltenen zipserischen Elementen, Lexemen und Redewendungen wurde.

### Fachliteratur
- Dária Flachbartová: Deutsche Mundarten in der Slowakei-Metzenseifen. (Bachelor-Arbeit an der Masaryk-Universität mit Analysen und zum Teil übersetzten Sprachproben/Mundartgedichten.) Brünn 2010.
- Julius Gréb: Zipser Volkskunde. Reichenberg 1932.
- Jens Kušnír: Einfluss der slowakischen Sprache auf die deutschen Dialekte der Ostslowakei unter Berücksichtigung der Industrialisierung und der wirtschaftlichen Entwicklung. In: Zeitschrift für interdisziplinäre ökonomische Forschung. 1 (2015), S. 35–42.
- Julius Lux: Wörterbuch der Mundart von Dobschau (Zips) (= Deutsche Dialektgeographie. Band 52). Marburg 1961.
- Mária Papsononvá: Geschichte und Gegenwart der deutsch-slowakischen Sprachkontakte. In: brücken. Germanistisches Jahrbuch Tschechien – Slowakei. 4 (1994), S. 73–94.
- Helmut Protze: Die Zipser Sachsen im sprachgeographischen und sprachhistorischen Vergleich zu den Siebenbürger Sachsen. In: Zeitschrift für Siebenbürgische Landeskunde XXIX (2006), S. 142–151.
- Gabriela Schleusener, Heinz Schleusener: Wörterbuch der deutschen Mundart in Metzenseifen. Shaker, Aachen 2013, ISBN 978-3-8440-1680-2.
- Karl Julius Schröer: Versuch einer Darstellung der Deutschen Mundarten des Ungrischen Berglandes mit Sprachproben und Erläuterungen. Wien 1864 (mit zahlreichen Sprachbeispielen aus allen oben erwähnten Dialekten und Mundartgruppen der Zips und Umgebung, außer Dobschauerisch).
- Ernst Schwarz: Die Herkunft der Siebenbürger und Zipser Sachsen (= Veröffentlichungen des Südostdeutschen Kulturwerkes. Band B 8). München 1957.
- Juraj Valiska: Die zipserdeutsche Mundart von Chmeľnica (Hopgarten) (= Acta Facultatis Philosophicae Universitatis Safarikanae Presovensis, Philologica. Band 2). Slovenské Pedagogické Naklad, Bratislava 1967.
- Juraj Valiska: K slovensko-nemeckým jazykovým interferenciám v nemeckých nárečiach na Spiši [Zu slowakisch-deutschen sprachlichen Interferenzen in den deutschen Dialekten der Zips]. In: Acta Facultatis Philosophicae Universitatis Šafarikanae, Jazykovedný zborník. Band 4, 1975, S. 187–194.
- Juraj Valiska: Nemecké nárečie dobšinej [Die deutsche Mundart von Dobschau]. Rimavská Sobota 1980.
- Juraj Valiska: Nemecké nárečia horného Spiša [Die deutschen Mundarten der Oberzips]. Stará Lubovna 1981.
- Peter Wiesinger: Deutsche Dialektgebiete außerhalb des deutschen Sprachgebiets: Mittel-, Südost- und Osteuropa. In: Dialektologie. Ein Handbuch zur deutschen und allgemeinen Dialektforschung (= Handbücher zur Sprach- und Kommunikationswissenschaft. Band 1.2). Hrsg. von Werner Besch, Ulrich Knoop, Wolfgang Putschke, Herbert Ernst Wiegand. 2. Halbband. Walter de Gruyter, Berlin / New York 1983, S. 900–929, zur Zips S. 909 f.

### Mundartdichter
- Samuel Klein: Topscher gatscholper. (=‚Dobschauer Geplauder‘) Dobsina 1914. (Dobschauer Dialekt, digitalisiert vom Magyar Elektronikus Könyvtár der Széchényi-Nationalbibliothek)
- Ernst (Ernő) Lindner (alias: Ernst von Kaisenmark/ potokische Dialektaussprache: Ernst von Käisenmark)[63]: Fartblihndijer Zëpserscher Liederposchen. (= ‚Immerblühender Zipserischer Liederbusch‘) Budapest, Leutschau 1879. (zumeist Käsmarker oberländische Stadtmundart, aber auch Mundarten von Deutschendorf, Georgenberg, Leutschau und Zipser Neuendorf, digitalisiert von der Library der University of Illinois)